# Nico Denz
Nico Denz (født 15. februar 1994 i Waldshut-Tiengen) er en cykelrytter fra Tyskland, der er på kontrakt hos Red Bull-Bora-Hansgrohe.